# Ordinador personal ultraportàtil

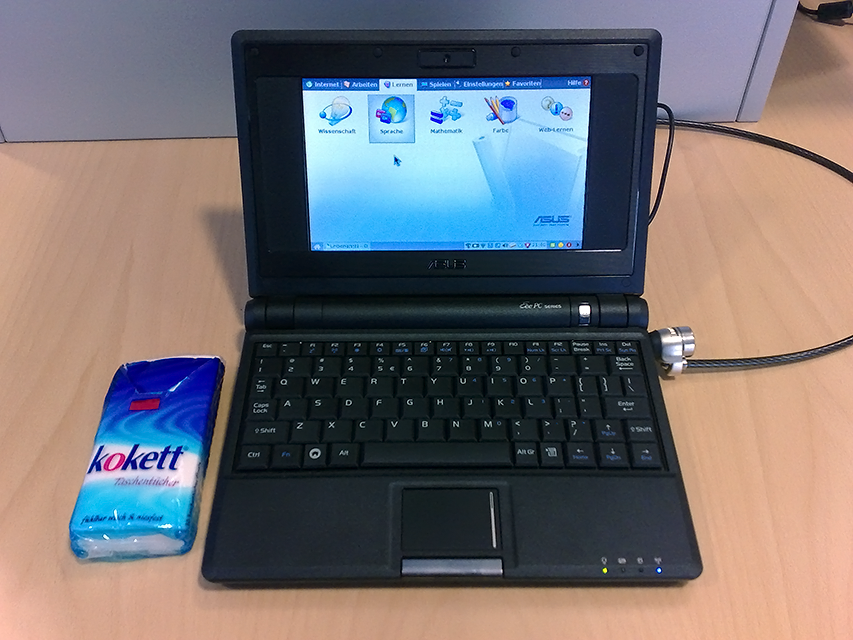
L'ultraportàtil Asus Eee PC 700 Series

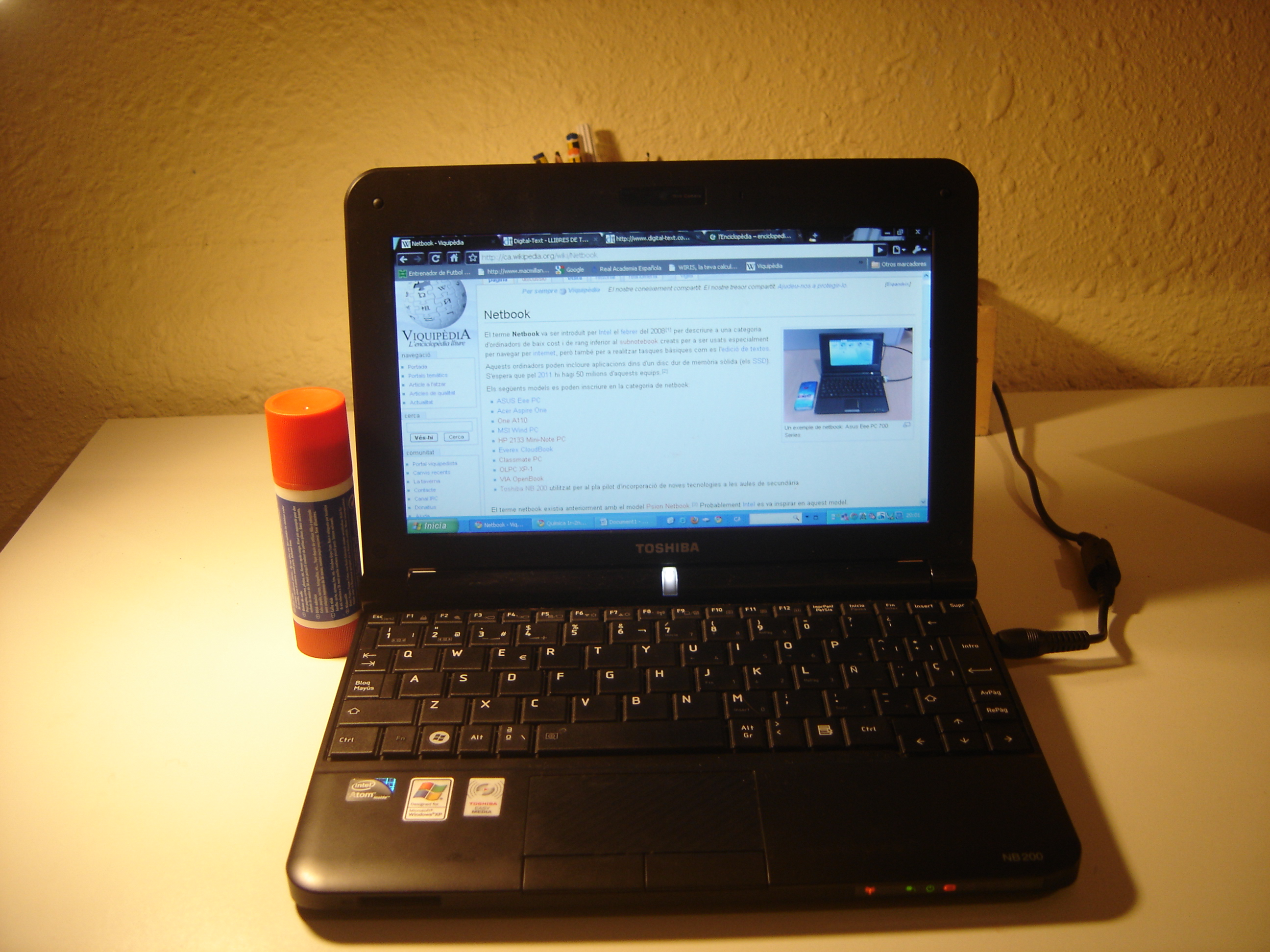
Un ultraportàtil Toshiba NB 200

El terme ultraportàtil (netbook en anglès) va ser introduït per Intel el febrer del 2008 per descriure a una categoria d'ordinadors de baix cost i de rang inferior al subnotebook creats per a ser usats especialment per navegar per internet, però també per a fer tasques bàsiques com és l'edició de textos.
Aquests ordinadors poden incloure aplicacions dins d'un disc dur de memòria sòlida (els SSD). S'espera que pel 2011 hi hagi 50 milions d'aquests equips.
Els següents models es poden inscriure en la categoria d'ultraportàtils:
- ASUS Eee PC
- Acer Aspire One
- One A110
- MSI Wind PC
- HP 2133 Mini-Note PC
- Everex CloudBook
- Classmate PC
- OLPC XP-1
- VIA OpenBook
- Toshiba NB series utilitzats per al pla pilot d'incorporació de noves tecnologies a les aules de secundària.

El terme netbook s'havia utilitzat anteriorment amb el model Psion Netbook. Probablement Intel es va inspirar en aquest model.